# Benabena
Le benabena est une langue papoue parlée en Papouasie-Nouvelle-Guinée, dans la province des Hautes-Terres orientales.

## Classification
Le benabena fait partie des langues kainantu-gorokanes qui sont rattachées à la famille des langues de Trans-Nouvelle Guinée.

## Phonologie
Les consonnes et les voyelles du benabena:

### Voyelles
|         | Antérieure | Centrale | Postérieure |
| ------- | ---------- | -------- | ----------- |
| Fermée  | i [i]      |          | u [u]       |
| Moyenne | e [e]      |          | o [o]       |
| Ouverte |            | ɑ [ɑ]    |             |

### Consonnes
|              |              | Bilabiales | Labio. | Alvéol. | Rétrofl. | Dorsales | Dorsales | Glottales |
| ------------ | ------------ | ---------- | ------ | ------- | -------- | -------- | -------- | --------- |
| Palatales    | Vélaires     | Bilabiales | Labio. | Alvéol. | Rétrofl. |          |          | Glottales |
| Occlusives   | Occlusives   | p [p]      |        | t [t]   |          |          | k [k]    | ʔ [ʔ]     |
| Fricative    | Fricative    | ɸ [ɸ]      | f [f]  | s [s]   |          |          | ɣ [ɣ]    | h [h]     |
| Nasale       | Nasale       | m [m]      |        | n [n]   |          |          |          |           |
| Liquide      | Liquide      |            |        |         | ɭ [ɭ]    |          |          |           |
| Semi-voyelle | Semi-voyelle |            |        |         |          | j [j]    |          |           |

### Allophones
L'occlusive [g] varie librement avec [ɣ]. [b] est un allophone de [ɸ]. [j] a deux allophones, [ʝ] et [z]. La rétroflexe [ɭ] varie avec [ɽ].

## Sources
- (en) Anonyme, Benabena Organized Phonological Data, manuscrit, Ukarumpa, SIL.